# Saropogon nepalensis
Saropogon nepalensis là một loài ruồi trong họ Asilidae. Saropogon nepalensis được Parui miêu tả năm 1999. Loài này phân bố ở miền Ấn Độ - Mã Lai.